# Miracles (chanson des Pet Shop Boys)
Singles de Pet Shop Boys
I Get Along
(2002) Flamboyant
(2004)
Miracles est une chanson du duo britannique Pet Shop Boys extraite de la compilation PopArt sortie le 24 novembre 2003 regroupant tous leurs succès en single et deux nouvelles chansons.
Le 17 novembre 2003, une semaine avant la sortie de l'album, cette chanson a été publiée en single. C'était le premier single tiré de cet album.
Le single a atteint la 10e place au Royaume-Uni.